# Qualquer Coisa
Qualquer Coisa è un album in studio del cantautore brasiliano Caetano Veloso, pubblicato nel 1975.

## Tracce
1. Qualquer Coisa – 3:15 (Caetano Veloso)
2. Da Maior Importância – 4:34 (Veloso)
3. Samba e Amor (Chico Buarque) – 2:54
4. Madrugada e Amor (José Messias) – 3:39
5. A Tua Presença Morena – 2:05 (Veloso)
6. Drume Negrinha (Drume Negrita) (Eliseo Grenet, Caetano Veloso) – 3:53
7. Jorge de Capadócia (Jorge Ben) – 3:21
8. Eleanor Rigby (Lennon-McCartney) – 5:33
9. For No One (Lennon-McCartney) – 5:02
10. Lady Madonna (Lennon-McCartney) – 2:49
11. La Flor de la Canela (Chabuca Granda) – 3:12
12. Nicinha – 0:46 (Veloso)